# 宋美齢

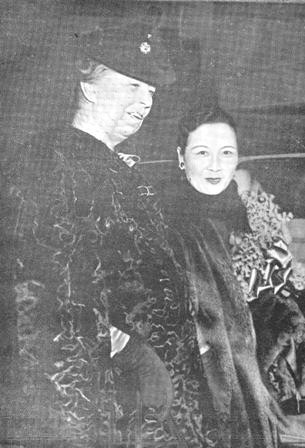
エレノア・ルーズベルトと（1943年2月　ワシントンにて）

宋 美齢（そう びれい、ソン・メイリン、繁: 宋 美齡、1898年3月4日〈光緒24年2月12日〉- 2003年10月23日）は、中華民国の指導者蔣介石の妻。立法委員、輔仁大学董事長、中国国民党中央委員会委員、中国国民党航空委員会秘書長を歴任した。日中戦争中にはアメリカ合衆国義勇軍「フライング・タイガース」の設立に携わり、「中華民国空軍の母」と称された。
台湾民主化以前はよく蔣介石の名字を込めて蔣宋美齢と呼ばれ、欧米では蔣夫人（Madame Chiang）と呼ばれた。
信仰はキリスト教南メソジスト派で最晩年まで篤く帰依した。すべての人に要求されても回想録を書かず「一切天にゆだねるのみ」の態度で臨んだというが、たった一冊「西安事変回憶録」（蔣中正・宋美齢『西安半月記・西安事変回憶録』1937年）を残している。

## 略歴
- 1898年：3月4日[1]、客家の宋嘉澍の三女（3男3女の4番目）として上海共同租界に生まれる。
- 1908年：9月3日、9歳半にして日本経由でアメリカに留学（乗船当時の旅券が現存）。次姉慶齢と同伴して米国に滞在。
- 1917年：アメリカのウェルズリー大学卒業。
- 1927年：12月1日、蔣介石と結婚。蜜月を莫干山で過ごす。
- 1930年：国民党中央委員会委員就任。
- 1937年：国民党航空委員会秘書長就任。
- 1943年：カイロ会談に同席。蔣介石の通訳を務める。
- 1943年12月25日：青天白日勲章受章[3]。
- 1949年：共産党との内戦に敗れて台湾に撤退した蔣介石と同道せず、（1948年11月28日出発）アメリカに赴いて新大統領の説得に失敗したあと、（1950年1月13日）台北に移っている。
- 1950年：中華婦女反共抗ソ聯合会会長就任。
- 1975年：蔣介石が死去。夫の死後アメリカに移住。
- 1994年：姪の孔令俊の死を受け、生涯で最後の帰国。
- 1995年：第二次世界大戦終戦50年記念。存命の戦勝国の首脳夫人として、アメリカ国会において民主党・共和党両党の表敬を受ける。
- 2003年：10月23日、ニューヨーク郊外にある姪の孔令儀が所有するマンションにて105歳で死去。自身は住宅を持たなかった。

## 生涯

### 上流階級出身

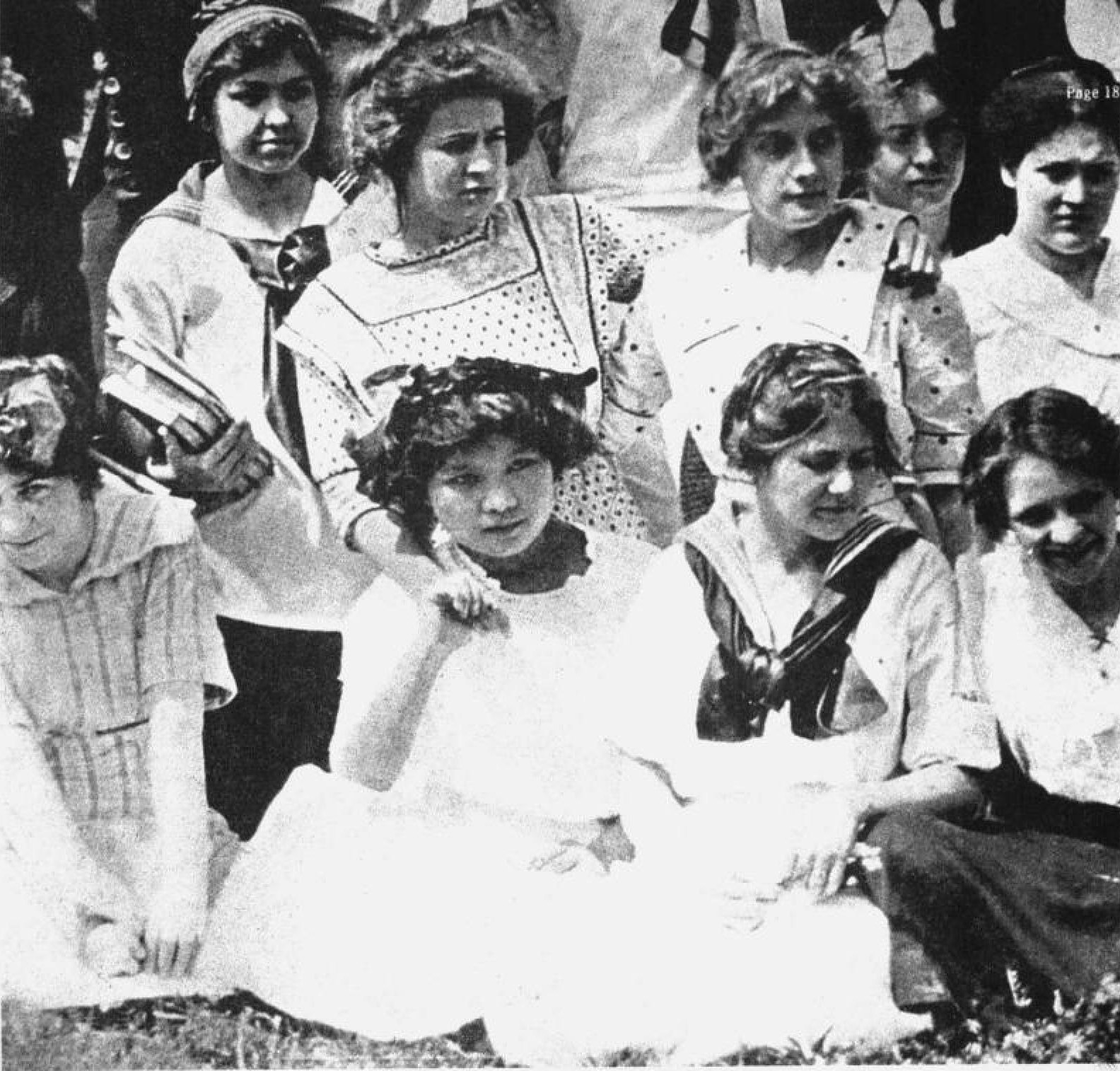
クラスメイトとともに（1913年）

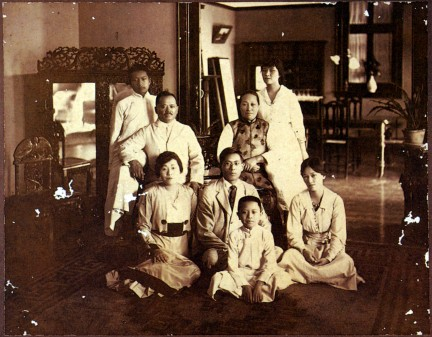
宋嘉澍ら宋一族とともに（1917年）

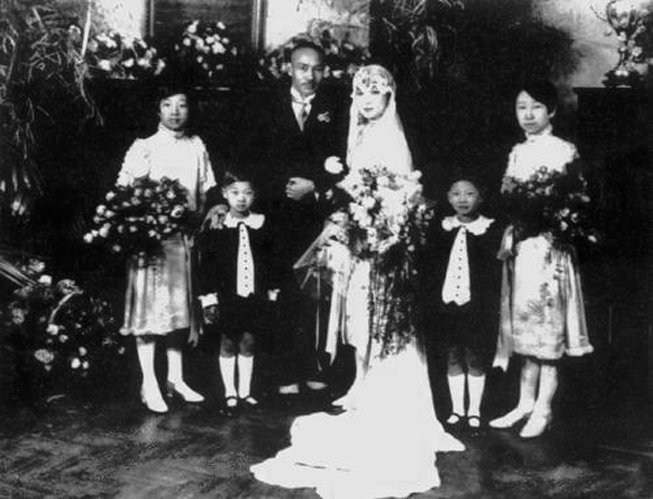
蔣介石との結婚記念写真

1898年に清国の上海県で誕生した。孫文の支援者である父の宋嘉澍（「チャーリー宋」とも呼ばれていた）と、母の倪桂珍（明の文定公こと徐光啓の九代目の末裔である徐氏を母とする）の間に誕生する。父はメソジスト教会の宣教師であったが、後に布教活動を止めて商売の道に進み浙江財閥の創始者として大富豪となった。
その後孔祥熙の妻となる宋靄齢、父が支援し続けた孫文の妻となる宋慶齢の2人の姉と共に「宋氏三姉妹」として、中華民国をはじめとする中華圏だけでなく、世界的にも広く知られることとなる。また、中華民国の政治家・実業家であった宋子文は兄に当たる。

### アメリカ留学
9歳のときに姉・宋慶齢と共にアメリカに留学し、中学校、高等学校時代を留学先のジョージア州メイコン郊外の高級住宅街で過ごした。この時に身につけた流暢な英語が、後の政治活動に大きな影響を与えることとなる。なお、あまり勉学に熱心なタイプではなく、学内行事では学生を代表して旗手を務めたり、チアリーダーとしても活躍した。
ジョージア州の高校を卒業した後に、メイコンの女子大学・ウェスレイアン大学に一年間在学してからマサチューセッツ州にある名門女子大学であるウェルズリー大学に入学し、1917年に同校を首席で卒業した。
なお、この頃よりアメリカ系フリーメイソンリーと関係の深い「イースタン・スター」フラタニティの会員であったといわれ、中華民国に帰国した後は、布教活動に熱心であった父の意を受けて同国内においてキリスト教の布教活動を行う。

### 蔣介石との結婚
その後1920年に、後に中国国民党総裁・中華民国指導者となる蔣介石と上海市内の孫文の旧居で出会い、約7年の交際を経て1927年9月にプロポーズし、11月には日本に滞在していた宋美齢の母親に結婚の承諾を経て12月1日に結婚した。
孫文を継いで中国の若き指導者となった蔣介石と、名家の出身でアメリカへ留学し大学を含む高等教育を受け洗練された立ち振る舞いと流暢な英語で欧米でもよく知られた宋美齢の結婚は、中国国内のみならずアメリカや日本、イギリスなど世界各国で大きく報じられた。2人の結婚のニュースはニューヨーク・タイムズの1面を飾ったほどであったが、一部には「政略結婚」と揶揄する向きもあった。しかし実際は普通の恋愛結婚であった。
12月1日に行われた結婚式は、宋家の客間においてキリスト教形式で行われたが、蔣介石が離婚経験者であることから牧師は立てず、中華キリスト教青年会全国協会総幹事がその代理役を務め、蔡元培が立会人を務めた。なお、蔣介石は亡命先の日本で結婚式を挙げた孫文に倣って、結婚式を日本で挙げたいと考えていたことが明らかになっている。しかしながらこの意向は、日中関係の悪化を懸念していた母親の反対で実現しなかった。
披露宴は、上海の共同租界にあり、上海でも有数の規模を持つ高級ホテルであった大華飯店（マジェスティック・ホテル）内の最大の宴会場で行われ、宴会場には孫文の遺影と中華民国の国旗、中国国民党党旗が掲げられた。参列者は日本やドイツ、アメリカやベルギーをはじめとする各国の総領事や中華民国の政財界の有力者など1300人を超え、その後2人は浙江省莫干山への新婚旅行に向かった。
なお蔣介石は、宋美齢との結婚を両親に承諾させるために、最初の妻や複数いた愛人と別れ、宋美齢とその両親と同じキリスト教に改宗することを宋美齢に約束しなくてはならなかった。蔣介石は実際に結婚後の1929年に上海のメソジスト教会で洗礼を受け、キリスト教徒となった。

### 蔣介石への影響

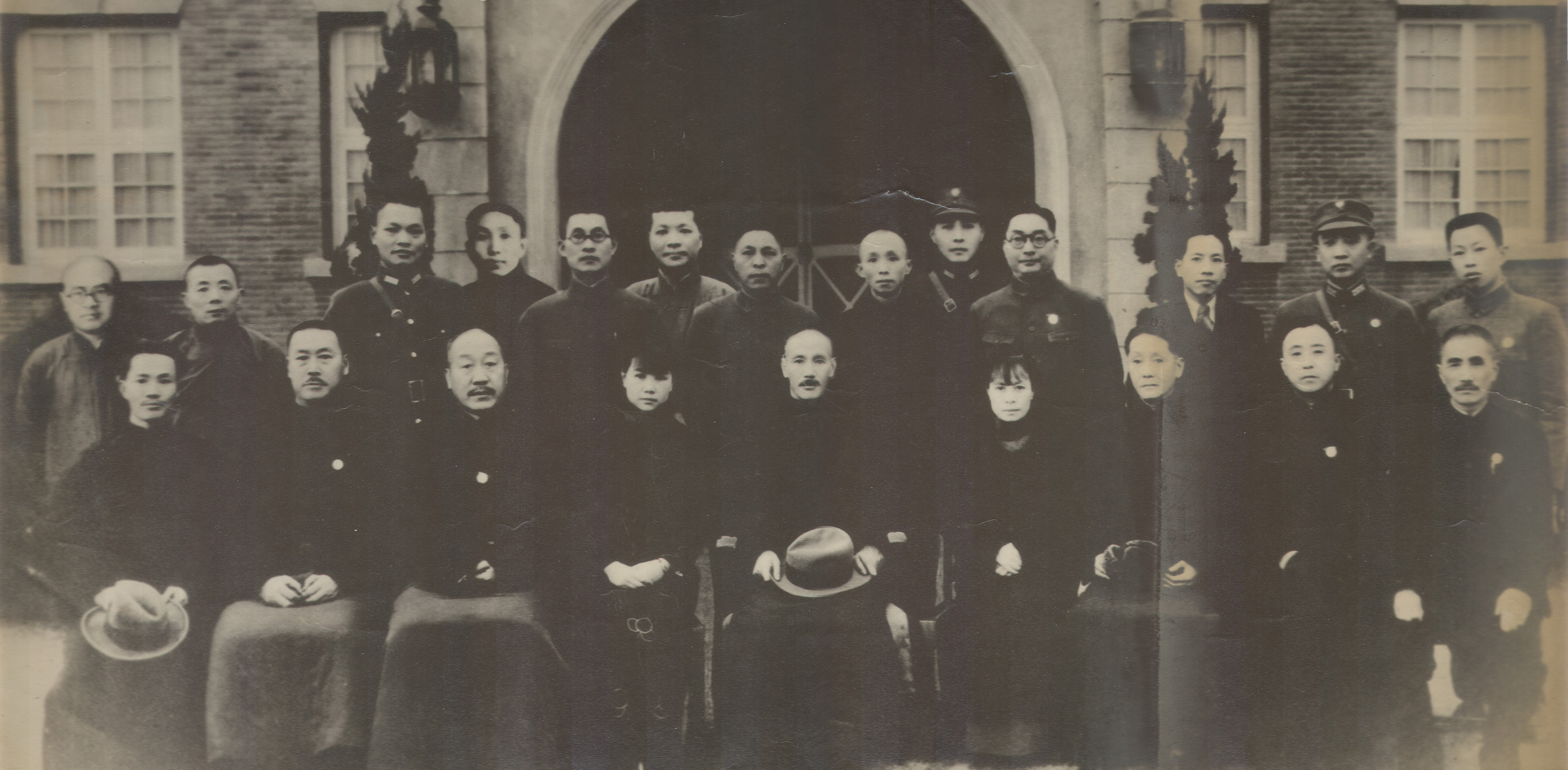
西安事件の際の蔣介石と中国国民党上層部

蔣介石は、結婚翌年の1928年に国民革命軍総司令の地位を回復し、続いて国民党中央執行委員会主席、国民政府主席となり、宋美齢も1930年から1932年までの間は、蔣介石の支援の下に、中華民国立法院の立法委員として、また国民党中央執行委員会の委員として国民党内にも多大な影響力を持った。
また、1936年12月に起きた張学良による蔣介石監禁事件（西安事件）においては、蔣介石の解放に向けて自ら西安に飛び、張学良や楊虎城との会談を行い蔣介石の解放へ向けた折衝を行うとともに、蔣介石に対しては、敵対する張学良軍や中国共産党軍との「統一戦線」の構築（国共合作）による抗日を訴えるなど、生涯を通じて蔣介石の政治的決定に強い影響力を有した。

### 日中戦争

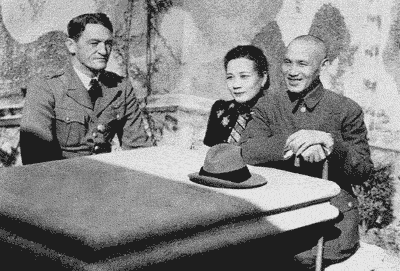
蔣介石とシェンノートとともに（1937年）

1937年に日本との間に勃発した日中戦争では、当時中国や満洲国で日本との利益対立を深めていたアメリカからの軍事援助の獲得を目指し、「国民党航空委員会秘書長」の肩書で、蔣介石の「通訳」として、駐中華民国大使館附陸軍武官のジョセフ・スティルウェルやアメリカ陸軍航空隊のクレア・リー・シェンノート大佐との交渉に同席し、アメリカからの有形無形の軍事援助を引き出し、日中戦争中から第二次世界大戦の初頭にかけて日本軍と対峙した「アメリカ合衆国義勇軍（フライング・タイガース）」の設立や、日本軍に比べて比べ物にならないほど遅れていた中華民国空軍の近代化に大きく貢献した。
姉妹がウェルズリー大学の卒業生で、『タイム』や『ライフ』の発行者であるヘンリー・ルースは、日中戦争の間を通じて抗日キャンペーンとともに対中支援キャンペーンを行い、『タイム』の1937年度「パーソン・オブ・ザ・イヤー」に日中戦争を戦う蔣介石を選び、誌上でアメリカ市民に対中支援を訴えるなど、宋に協力を惜しまなかった。

### 蔣介石のスポークスマン

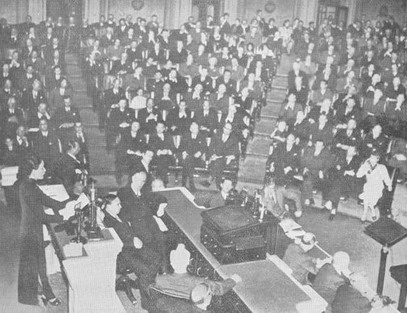
アメリカ連邦議会で演説を行う宋美齢（1943年）

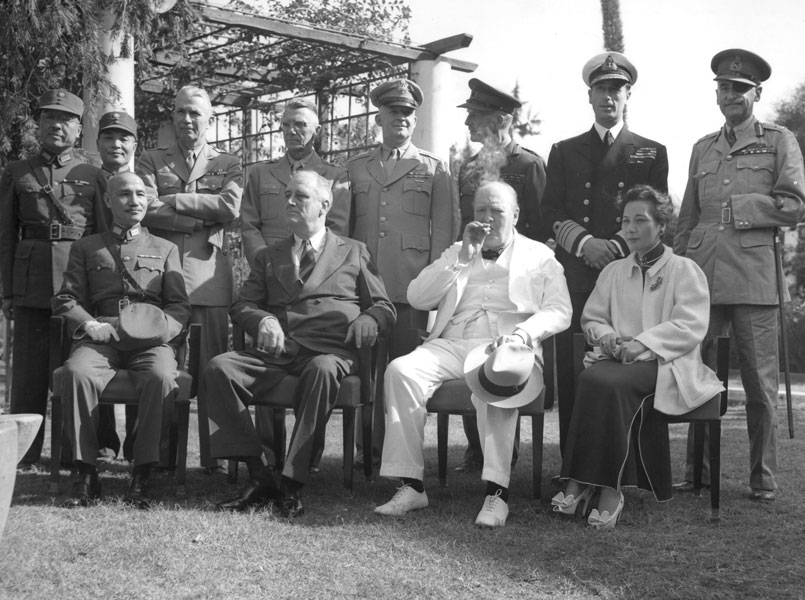
カイロ会談に出席した際の宋美齢（前列右）

宋美齢は親中派のフランクリン・ルーズベルト大統領やその妻エレノアと親密な関係を構築し、日中戦争から第二次世界大戦に至るアメリカの対日政策に大きな影響を与えたといわれる。
第二次世界大戦中の1942年11月から1943年5月には、ルーズベルト大統領直々の招聘でアメリカを訪問し、アメリカ政府の全面的なバックアップを受けてアメリカ全土を巡回し自ら英語で演説し抗日戦への援助を訴え続けた。
特に1943年2月18日には、ワシントンD.C.のアメリカ連邦議会において宝石をちりばめた中華民国空軍のバッジを着けたチャイナドレス姿で抗日戦へのさらなる協力を求める演説を行い、並み入る連邦議員のみならず全米から称賛を浴びその支持を増やした。
滞在時に抗日戦へのアメリカ市民からの義捐金を募るためにカリフォルニア州ハリウッドで演説した際には、メアリー・ピックフォード、ハンフリー・ボガートやキャサリン・ヘプバーン、イングリッド・バーグマンなどの多数のハリウッドスターから大きな称賛と金銭的なものを含む支援を受けた。
また、アメリカをはじめとする連合国における抗日戦のシンボル的存在として蔣介石とともに『タイム』誌の表紙を飾るなど、第二次世界大戦中を通じて中国のファーストレディとして、そして夫で英語を話せない蔣介石のスポークスマン兼中国のロビイスト的役割を果たし、アメリカをはじめとする連合国における中国、そして日本に対する世論に大きく影響を与えた。
また1943年11月には、蔣介石とフランクリン・ルーズベルト、イギリスのウィンストン・チャーチルがエジプトのカイロに集まって戦後の対日処理を決めたカイロ会談にも蔣介石とともに同席し、蔣介石の通訳を務めた。

### 国共内戦

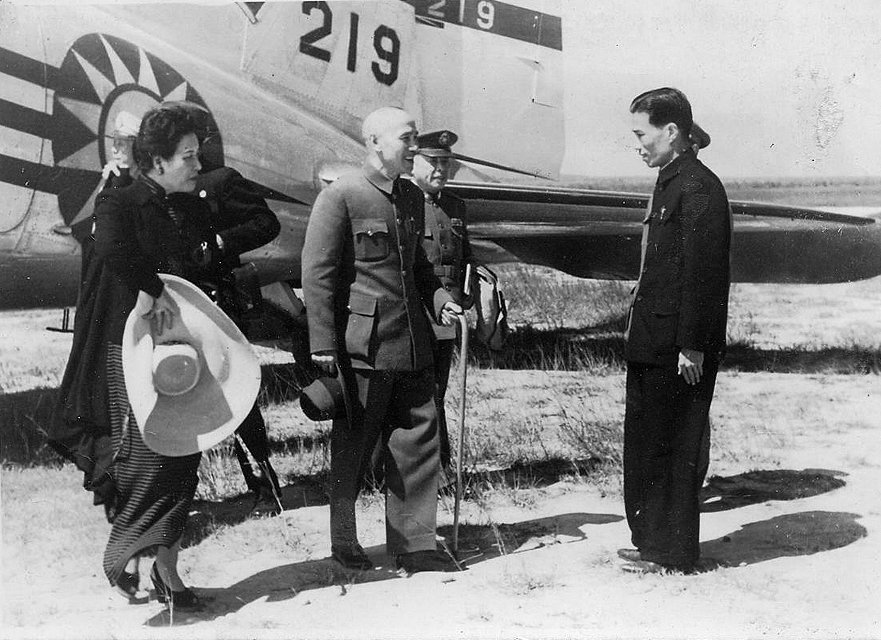
蔣介石とともに台湾を訪問する宋美齢（1946年）

しかし、第二次世界大戦の期間を通じて蔣介石や宋と親しい関係を保ち、協力を惜しまなかったルーズベルト大統領は、第二次世界大戦末期の1945年4月に死去した。後任には副大統領のハリー・S・トルーマンが昇格する。
同年8月の日本のポツダム宣言受諾により、中国国内にいた日本軍も中華民国軍に降伏し順次同国内より撤退したが、日本軍の撤退という力の空白が生まれた中で、その後間もなくソ連からの援助を受けて勢力を増した毛沢東率いる中国共産党との間に国共内戦が勃発した。
これに対して、蔣介石は中国軍への軍事援助の増強をトルーマンに申し出るが、ルーズベルト時代よりアルジャー・ヒスらソ連のスパイが国務省や政権内部に深く浸透していた上に、ルーズベルトのように蔣介石や宋美齢との個人的関係も、中国に対しての親近感も持たない上に、蔣介石や宋美齢との折り合いが副大統領時代より悪かったトルーマンは蔣介石と距離を取り、蔣介石の希望とは逆にアメリカからの軍事援助が削減された。
国境を接するソ連からの潤沢な軍事支援を受けた共産党軍に押されて東北地区を失った後、中華民国国軍は敗走を続け、その後沿岸地域の拠点も失い、1949年に蔣介石や宋美齢が多くの国民党幹部らと共に台湾へ撤退し、台北を臨時首都とした。同年には中国大陸に、北京を首都とした中華人民共和国が成立した。

### 反共運動

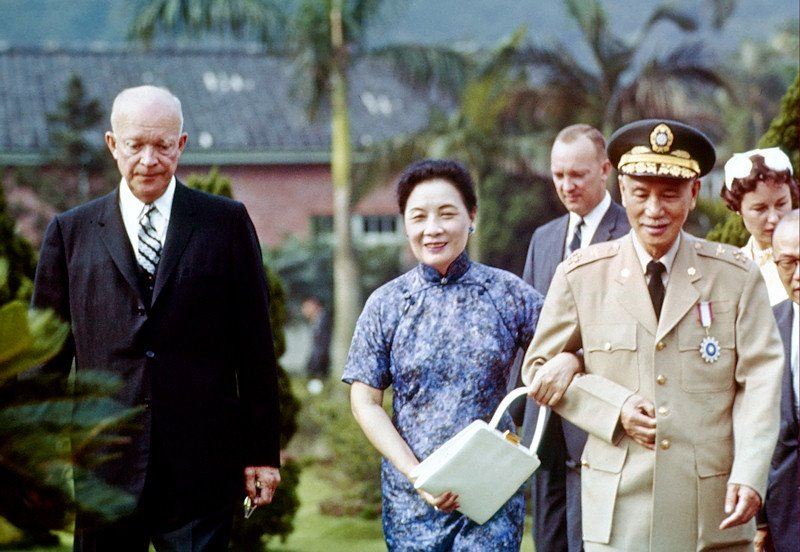
台北を訪問したアメリカのドワイト・D・アイゼンハワー大統領を蔣介石とともに迎えた宋美齢（1960年）

台湾への撤退を余儀なくされたものの、その後も蔣介石の妻として積極的な活動を続ける。1950年には「中華婦女反共抗ソ聯合会」を設立し自ら会長に就任し、中華人民共和国の国際連合加盟反対のための活動を国内外で行うなど、冷戦下において中国共産党政府との対立を続け、中国大陸への反攻を通じて国家再統一を図った蔣介石を、かねてからの盟友であるアメリカや西側諸国との連携のもとに支援した。
また、これらの政治活動に併せて、キリスト教徒として国際赤十字運動の活動に対しての支援を国内外において積極的に行うほか、蔣介石総統のファーストレディとして国内外の各種保守派団体の要職を務めるなど、大戦時に引き続き欧米において積極的に蔣介石、そして中華民国のスポークスマン兼ロビイスト的役割を果たし続け、その結果1950年代から1960年代にかけて世界各国のマスメディアでその動向が大きく取り上げ続けられた。

### 蔣介石死後

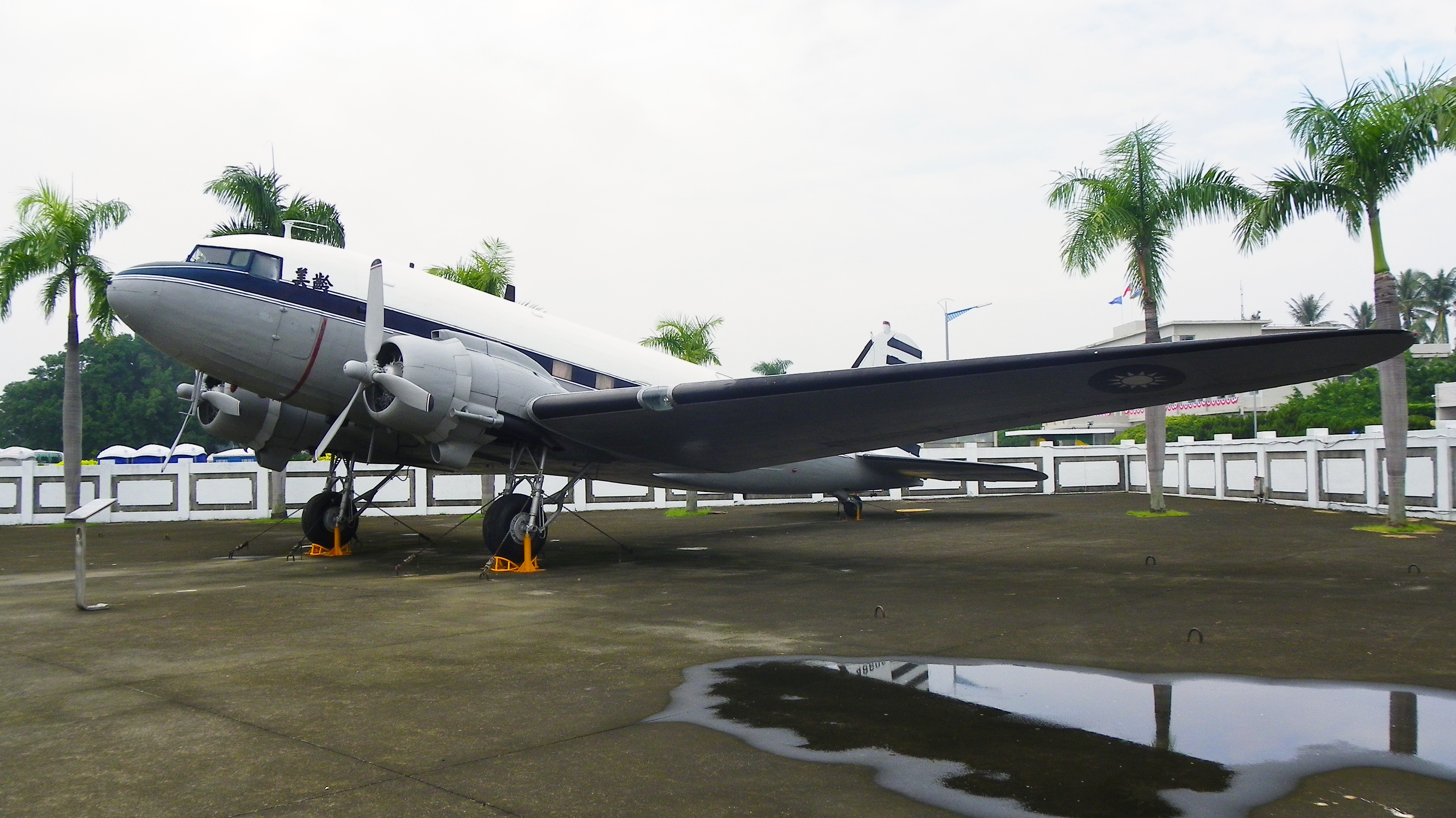
宋美齢の名がつけられた中華民国空軍のダグラスC-47

しかし1975年4月に蔣介石が没すると、蔣介石が前妻毛福梅との間にもうけた長男の蔣経国が国民党主席に就任し党内の支持基盤を確立、次期総統就任への準備が進められた。血のつながりのない息子が党内基盤を確立したことで、自らの政治的基盤の弱体化を予想した宋美齢は、同年に中華民国を去りアメリカに住居を移し、1950年代に孔祥熙が購入していたニューヨーク州のロングアイランドの広大な屋敷に居を構えた。
その後1978年に、蔣経国は蒋介石に代わって副総統から総統に昇格した厳家淦の任期満了に伴い、第1回国民大会により第6期総統に指名され蔣介石の後を継いだ。しかし宋美齢はその後も政治的野心を持ち続け、国民党内の保守派と密接な関係を継続した。
なお1981年5月に、姉で中華人民共和国名誉国家主席となっていた宋慶齢が危篤となった際には、同国より宋慶齢の見舞いのために訪問を打診されたものの、同国との敵対関係が続いていたこともありこれを拒絶している。

### 帰国

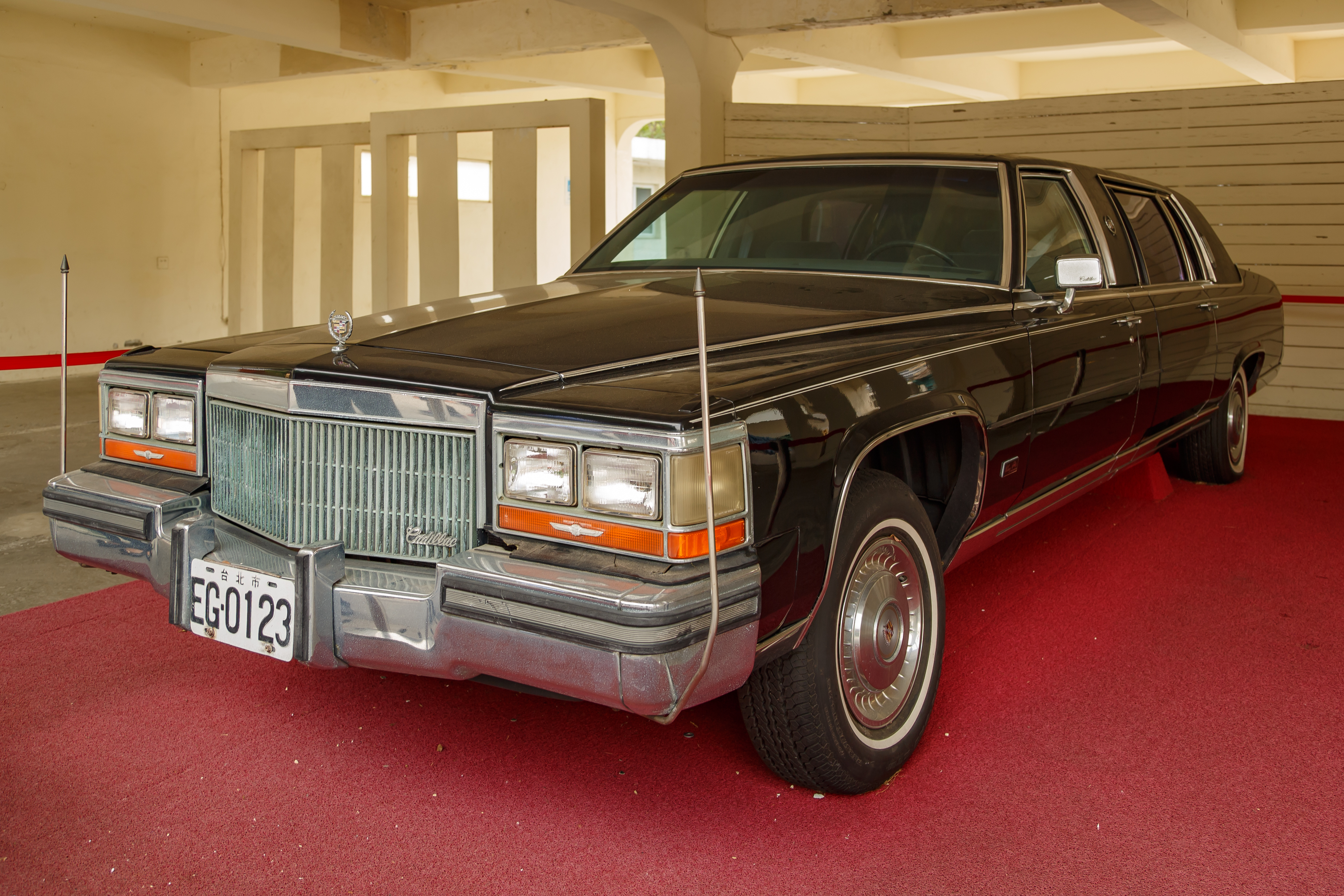
1980年代後半に、中華民国内で専用車として使用していたキャデラック・フリートウッド・リムジン

1986年に、蔣介石生誕100周年記念行事が台北で開催されることに合わせてアメリカから帰国、その後は再び台北に居を移し政治的影響力の回復を図ることとなるが、蔣経国は国家安全法（国安法）の施行による自由選挙の実施や戒厳令の解除など、中華民国（台湾）の民主化を徐々に推し進めていった。
しかし蔣経国が1988年1月に没した際には副総統で台湾本省人である李登輝が事実上の後継者となる国民党主席代行に就任することに対して強く反対し、保守派の兪国華や李煥を後継者に推したが失敗、同年7月の第13回国民党全国代表大会（党大会）で李登輝が党主席に就任した。宋美齢は李登輝の国民党主席就任問題時にも李登輝に執拗に直接電話をかけるなどして圧力をかけていったが、国民の支持のもとに中華民国（台湾）の民主化を推し進める李登輝はこれを退けた。
さらに李登輝は自らの北京語の理解能力の弱さ（李登輝は日本が台湾を統治していた時代に生まれていたため日本語や台湾語を母語とする）を利用して一計を案じ、宋美齢の側近に「宋美齢の北京語は浙江訛りが強いため、今後、用件は文書で送付するように」と要請した。そして宋美齢は李登輝の意図に気付かぬまま、自らの反民主主義的な発言を文書化して李登輝に送りつけ、これら一連の文書を証拠として民主化措置をさらに推進した李登輝は宋美齢の影響力を確実に弱めていった。

### 晩年
その後は、台湾島の「本土化」を推進した李登輝と国民党主流派が宋美齢との距離をさらに拡大したこともあり、宋美齢は1991年9月にアメリカへ再び渡航することとなった。この頃は高齢による健康問題もあり政治的な活動は減少したが、1995年7月には、第二次世界大戦終結50周年の式典のためにアメリカ政府の招待を受けてワシントンD.C.を訪れ演説を行ったほか、同年には生涯で最後の中華民国訪問を行った。
これ以降は高齢のため歩行すら困難になったため、政治の表舞台に登場することはほとんどなくなったが、2000年3月の中華民国総統選挙では、国民党候補の連戦に対する支持を文書で表明するなど、同国の政治への関与はさらに目立たなくなったが続けていた。しかしこの選挙において国民党の連戦は民主進歩党の陳水扁に敗北し、中華民国史上初めて与党の座を明け渡すこととなった。
なお同年には、高齢のため長年暮らしたロングアイランドの屋敷を引き払い、孔祥熙の遺族が建物ごと購入したニューヨーク州マンハッタンのアッパー・イースト・サイドにある1830年に建造された高級アパート「10グレイシー・スクエア・アパートメント (10 Gracie Square Apartments) 」に住まいを移し、引き続き中華民国政府があてがった警護官や看護婦、料理人らに囲まれて暮らした。9階と10階の全1万スクエアフィート（1000平米以上）のうち、部屋数18、寝室7、浴室8、使用人小部屋4、イーストリバーが眺望できる11フィートの高さの天井の居間、20人着席可能な食卓、図書室、レストラン並の厨房等があり、廊下は使用人とすれ違う事がないよう別々になっていた。

### 死去
2003年10月23日に、マンハッタンの自宅で老衰により105歳（106歳との説もある）で死去した。訃報は世界各国で大きく報道されたほか、中華民国の「敵国」でもあった中華人民共和国の中国人民政治協商会議全国委員会の賈慶林主席からも弔電が送られた。また多くの市民が中正紀念堂を訪れ、宋美齢の冥福を祈った。

## エピソード

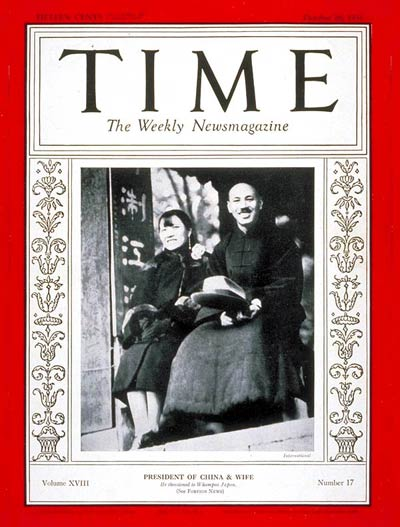
「タイム」誌の表紙を飾った宋美齢と蔣介石（1931年）

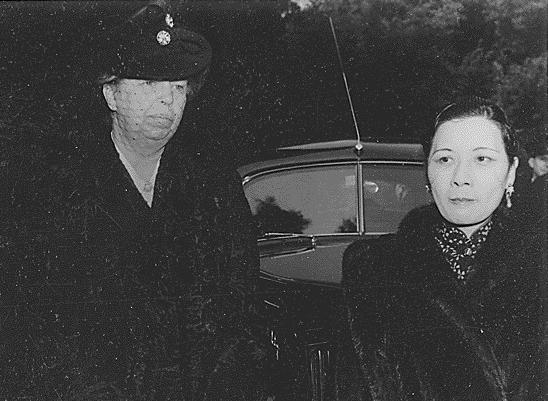
エレノア・ルーズベルトとともに（1943年）

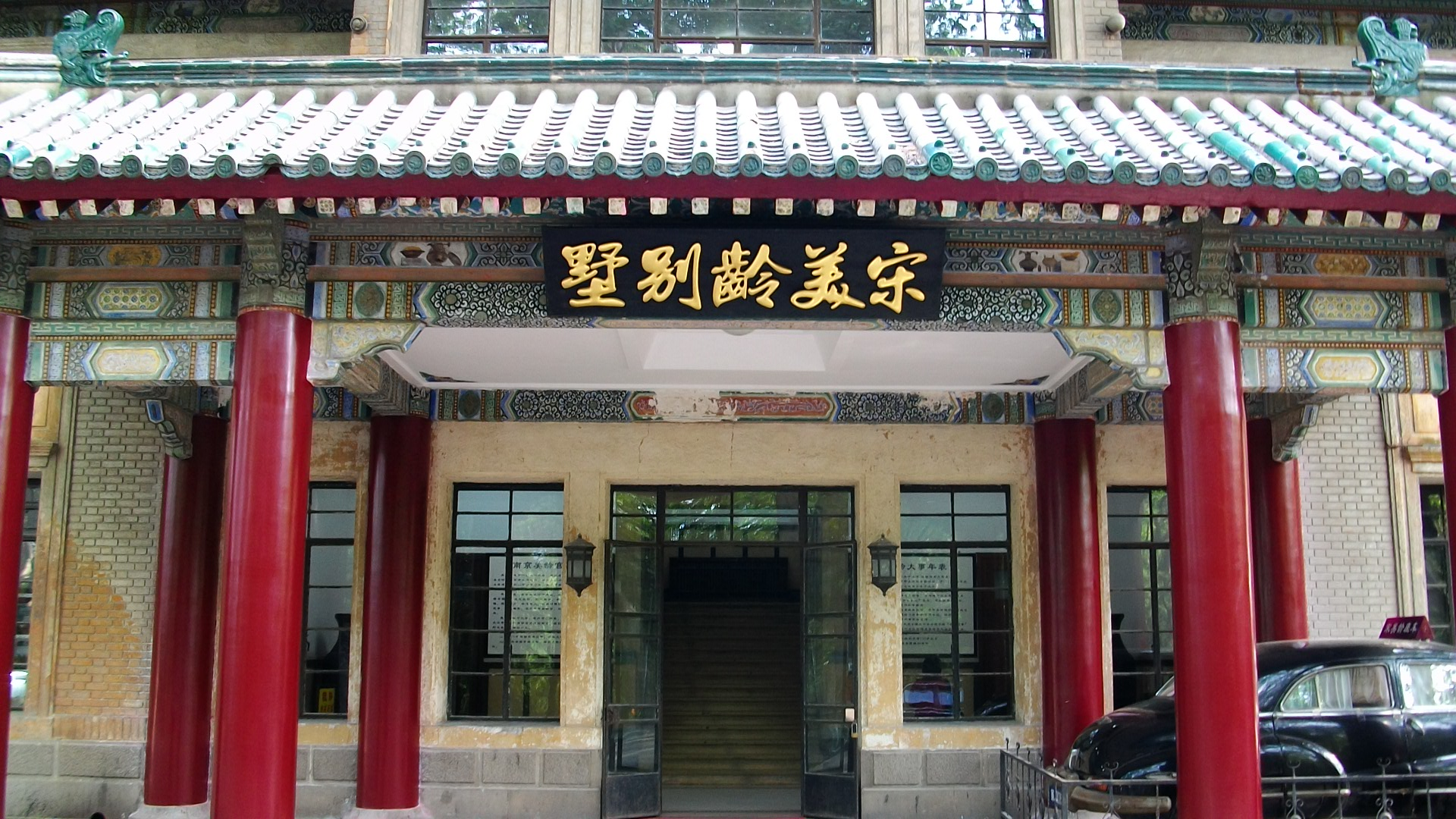
美齢宮

- アメリカ留学時代、快活でぽっちゃりとした宋美齢は、悪戯好きで、それを見咎められると巧みな話術で言い逃れるのが常だった。友達と喧嘩していつまでも責め続け、教師に厳しく叱られても、「いいえ、先生、やってみると案外楽しいものですよ」と答えた。
- 蔣介石の解放を張学良に訴えるために西安に向かった際、飛行機が着陸する直前にハンドバッグから拳銃を取り出し「もし張学良が私のことを捕まえようとしたら、この拳銃で私を撃ってね」と言い、もし蔣介石の解放が実現せずに自分自身も監禁された場合、蔣介石と心中する覚悟であったといわれている。
- 1938年1月5日付でアメリカの友人宛に手紙を書き送っている。その中に、当時、南京から脱出していた宋美齢によって書かれた、「上海-南京間」での大日本帝国軍の行状に関する記述が在る。
  - 「最初に殺戮が始まった時は、それはたまたま行われたものと思われていました。しかし、時が経つにつれて、それは可能なかぎり中国人を殺すという、計画的意図に基づいたものであることが判明したのです。日本は中国に手を出し横領しようと決意してから、まず中国北部に殺到し、そこをアヘンと麻薬を使って支配いたしました。それは、人民の戦意を挫き、民衆から抵抗の力を抜き取ってしまうためでした」
  - 「彼らは上海と南京の間で五体満足な男性すべてを一人ずつ、あるいは束にまとめて射殺しているのです。わずかに生き残った五体満足な男は、日本軍の使役を強制されています。南京において彼らは冷酷にも何千人も屠殺いたしました」と、友人に訴えている。
- 同上の、1938年1月5日付アメリカの友人宛の手紙では、更に、アメリカに対する宋美齢の要求も述べられている。
  - 「中国において私たちは、補給が得られる間は戦えます。しかし、もし補給が得られなくなれば私たちは敗北することになりますが、それはアメリカとイギリスおよび他の諸国が日本を助けたがゆえに中国は敗れて亡びるのであって、日本自体に負けるのではありません」
- 同上の、1938年1月5日付アメリカの友人宛の手紙で、「注文して支払いも済ませた飛行機を、アメリカがまだ中国に届けていない」とのクレームもつけている。
- 同上の、1938年1月5日付アメリカの友人宛の手紙では、また、人権と民主主義の危機についても書きつづられており、当時の宋美齢の世界観も垣間見られる。
  - 「列強が条約の尊厳を守るために、そして国際法を擁護するために、さらに人間の権利を保護するためになんらかの行動を起こすのはいつのことか、私たちには分かりません。ただちにそれがなされなかったとしたら、中国で現在進行している事態が、将来必ず他の民主主義国におよぶことがやがて明らかになるでしょう」。
- アジアの猛烈な女性に対して使われた呼称である「ドラゴン・レディ」は、1930年代頃から英語に定着し出した。それは丁度マダム・蔣介石としても知られた宋美齢が欧米に向けて活発に働き掛けた時期で、それ以前にドラゴン・レディと言えば通常は清朝の西太后を指していた。同時期にアメリカで流行した『テリーと海賊たち（Wikipedia英語版）』というコミックに登場する主人公の危機を救う魔女「ドラゴン・レディ」は宋美齢がモデルとも言われた。
- 1942年から1943年にかけてのアメリカ滞在中には、ホワイトハウスが手配した警護員を買い物係に利用したり、ホワイトハウスの絹のシーツを1日に4回も交換させる、またヘンリー・ルースの設立した支援団体である「ユナイテッド・チャイナ・リリーフ」の寄付金を、自らが使用する毛皮や宝石の購入、高級ホテルの代金に充てるといった公私混同を行っていたといわれている。
- セオドア・ホワイトは宋美齢のことを「冷淡でいわゆる愛人タイプの女性だった」と証言し、ルーズベルト大統領の次男のエリオット・ルーズベルトは「蔣介石夫人は男の歓心を得ることばかりに長く従事したので、今やそれが第二の性格のようになった印象を受けた。本来の性格は多分に恐ろしい者のように見え、正直言って怖かった」といった証言を残している。
- 晩年まで親交のあった医師の向厚禄（ハワード・シャン）の証言によると、1991年にアメリカに再渡航して以降は、「政治介入」との非難を受けることを恐れて社交の場に自ら出て行くことは控え、若い時とは打って変わって質素な生活ぶりであったという。
- また晩年は、中国画の制作や散歩を日課としていたほか、教会での礼拝には欠かさず出席した。
- 宋美齢がアメリカに再渡航した後も、中華民国政府は宋美齢の専用車としてキャデラック・フリートウッド・リムジンを常に台北に待機させていた。なおこのキャデラックは、現在台北郊外にある蔣介石と宋美齢の私邸「士林官邸」で観光客に公開されている。
- 南京市近郊に蔣介石と宋美齢が住んでいた「国民政府主席官邸」、別名「美齢宮」が残されており、現在は観光客に公開されている。

## 系図
|        |        |        |        | 蔣肇聡 | 蔣肇聡 | 蔣肇聡 | 蔣肇聡 | 蔣肇聡 | 蔣肇聡 |        |        | 王采玉 | 王采玉 | 王采玉 | 王采玉 | 王采玉 | 王采玉 |        |        |        |        |        |        |        |        |        |        |        |        |        |        |        |        |        |        |        |        |        |        |        |        |        |        |        |        |        |        |        |        |        |        |        |        |        |        |        |        |        |        |        |        |        |        |        |        |        |        |  |  |
|        |        |        |        | 蔣肇聡 | 蔣肇聡 | 蔣肇聡 | 蔣肇聡 | 蔣肇聡 | 蔣肇聡 |        |        | 王采玉 | 王采玉 | 王采玉 | 王采玉 | 王采玉 | 王采玉 |        |        |        |        |        |        |        |        |        |        |        |        |        |        |        |        |        |        |        |        |        |        |        |        |        |        |        |        |        |        |        |        |        |        |        |        |        |        |        |        |        |        |        |        |        |        |        |        |        |        |  |  |
|        |        |        |        |        |        |        |        |        |        |        |        |        |        |        |        |        |        |        |        |        |        |        |        |        |        |        |        |        |        |        |        |        |        |        |        |        |        |        |        |        |        |        |        |        |        |        |        |        |        |        |        |        |        |        |        |        |        |        |        |        |        |        |        |        |        |        |        |  |  |
|        |        | 蔣介卿 | 蔣介卿 | 蔣介卿 | 蔣介卿 | 蔣介卿 | 蔣介卿 |        |        | 蔣介石 | 蔣介石 | 蔣介石 | 蔣介石 | 蔣介石 | 蔣介石 |        |        |        |        |        |        |        |        |        |        |        |        |        |        |        |        |        |        |        |        |        |        |        |        |        |        |        |        |        |        |        |        |        |        |        |        |        |        |        |        |        |        |        |        |        |        |        |        |        |        |        |        |  |  |
|        |        | 蔣介卿 | 蔣介卿 | 蔣介卿 | 蔣介卿 | 蔣介卿 | 蔣介卿 |        |        | 蔣介石 | 蔣介石 | 蔣介石 | 蔣介石 | 蔣介石 | 蔣介石 |        |        |        |        |        |        |        |        |        |        |        |        |        |        |        |        |        |        |        |        |        |        |        |        |        |        |        |        |        |        |        |        |        |        |        |        |        |        |        |        |        |        |        |        |        |        |        |        |        |        |        |        |  |  |
|        |        |        |        |        |        |        |        |        |        |        |        |        |        |        |        |        |        |        |        |        |        |        |        |        |        |        |        |        |        |        |        |        |        |        |        |        |        |        |        |        |        |        |        |        |        |        |        |        |        |        |        |        |        |        |        |        |        |        |        |        |        |        |        |        |        |        |        |  |  |
|        |        |        |        |        |        |        |        |        |        |        |        |        |        | 毛福梅 | 毛福梅 | 毛福梅 | 毛福梅 | 毛福梅 | 毛福梅 |        |        | 姚冶誠 | 姚冶誠 | 姚冶誠 | 姚冶誠 | 姚冶誠 | 姚冶誠 |        |        | 陳潔如 | 陳潔如 | 陳潔如 | 陳潔如 | 陳潔如 | 陳潔如 |        |        | 宋美齢 | 宋美齢 | 宋美齢 | 宋美齢 | 宋美齢 | 宋美齢 |        |        |        |        |        |        |        |        |        |        | 戴季陶 | 戴季陶 | 戴季陶 | 戴季陶 | 戴季陶 | 戴季陶 |        |        |        |        |        |        |        |        |  |  |
|        |        |        |        |        |        |        |        |        |        |        |        |        |        | 毛福梅 | 毛福梅 | 毛福梅 | 毛福梅 | 毛福梅 | 毛福梅 |        |        | 姚冶誠 | 姚冶誠 | 姚冶誠 | 姚冶誠 | 姚冶誠 | 姚冶誠 |        |        | 陳潔如 | 陳潔如 | 陳潔如 | 陳潔如 | 陳潔如 | 陳潔如 |        |        | 宋美齢 | 宋美齢 | 宋美齢 | 宋美齢 | 宋美齢 | 宋美齢 |        |        |        |        |        |        |        |        |        |        | 戴季陶 | 戴季陶 | 戴季陶 | 戴季陶 | 戴季陶 | 戴季陶 |        |        |        |        |        |        |        |        |  |  |
|        |        |        |        |        |        |        |        |        |        |        |        |        |        |        |        |        |        |        |        |        |        |        |        |        |        |        |        |        |        |        |        |        |        |        |        |        |        |        |        |        |        |        |        |        |        |        |        |        |        |        |        |        |        |        |        |        |        |        |        |        |        |        |        |        |        |        |        |  |  |
|        |        | 蔣方良 | 蔣方良 | 蔣方良 | 蔣方良 | 蔣方良 | 蔣方良 |        |        | 蔣経国 | 蔣経国 | 蔣経国 | 蔣経国 | 蔣経国 | 蔣経国 |        |        |        |        |        |        |        |        |        |        |        |        |        |        |        |        |        |        |        |        |        |        |        |        |        |        |        |        |        |        | 章亜若 | 章亜若 | 章亜若 | 章亜若 | 章亜若 | 章亜若 |        |        | 蔣緯国 | 蔣緯国 | 蔣緯国 | 蔣緯国 | 蔣緯国 | 蔣緯国 |        |        |        |        |        |        |        |        |  |  |
|        |        | 蔣方良 | 蔣方良 | 蔣方良 | 蔣方良 | 蔣方良 | 蔣方良 |        |        | 蔣経国 | 蔣経国 | 蔣経国 | 蔣経国 | 蔣経国 | 蔣経国 |        |        |        |        |        |        |        |        |        |        |        |        |        |        |        |        |        |        |        |        |        |        |        |        |        |        |        |        |        |        | 章亜若 | 章亜若 | 章亜若 | 章亜若 | 章亜若 | 章亜若 |        |        | 蔣緯国 | 蔣緯国 | 蔣緯国 | 蔣緯国 | 蔣緯国 | 蔣緯国 |        |        |        |        |        |        |        |        |  |  |
|        |        |        |        |        |        |        |        |        |        |        |        |        |        |        |        |        |        |        |        |        |        |        |        |        |        |        |        |        |        |        |        |        |        |        |        |        |        |        |        |        |        |        |        |        |        |        |        |        |        |        |        |        |        |        |        |        |        |        |        |        |        |        |        |        |        |        |        |  |  |
|        |        |        |        |        |        |        |        |        |        |        |        |        |        |        |        |        |        |        |        |        |        |        |        |        |        |        |        |        |        |        |        |        |        |        |        |        |        |        |        |        |        |        |        |        |        |        |        |        |        |        |        |        |        |        |        |        |        |        |        |        |        |        |        |        |        |        |        |  |  |
| 蔣孝文 | 蔣孝文 | 蔣孝文 | 蔣孝文 | 蔣孝文 | 蔣孝文 |        |        | 蔣孝章 | 蔣孝章 | 蔣孝章 | 蔣孝章 | 蔣孝章 | 蔣孝章 |        |        | 蔣孝武 | 蔣孝武 | 蔣孝武 | 蔣孝武 | 蔣孝武 | 蔣孝武 |        |        | 蔣孝勇 | 蔣孝勇 | 蔣孝勇 | 蔣孝勇 | 蔣孝勇 | 蔣孝勇 |        |        | 方智怡 | 方智怡 | 方智怡 | 方智怡 | 方智怡 | 方智怡 |        |        | 章孝慈 | 章孝慈 | 章孝慈 | 章孝慈 | 章孝慈 | 章孝慈 |        |        | 蔣孝厳 | 蔣孝厳 | 蔣孝厳 | 蔣孝厳 | 蔣孝厳 | 蔣孝厳 |        |        | 黄美倫 | 黄美倫 | 黄美倫 | 黄美倫 | 黄美倫 | 黄美倫 |        |        |        |        |        |        |  |  |
| 蔣孝文 | 蔣孝文 | 蔣孝文 | 蔣孝文 | 蔣孝文 | 蔣孝文 |        |        | 蔣孝章 | 蔣孝章 | 蔣孝章 | 蔣孝章 | 蔣孝章 | 蔣孝章 |        |        | 蔣孝武 | 蔣孝武 | 蔣孝武 | 蔣孝武 | 蔣孝武 | 蔣孝武 |        |        | 蔣孝勇 | 蔣孝勇 | 蔣孝勇 | 蔣孝勇 | 蔣孝勇 | 蔣孝勇 |        |        | 方智怡 | 方智怡 | 方智怡 | 方智怡 | 方智怡 | 方智怡 |        |        | 章孝慈 | 章孝慈 | 章孝慈 | 章孝慈 | 章孝慈 | 章孝慈 |        |        | 蔣孝厳 | 蔣孝厳 | 蔣孝厳 | 蔣孝厳 | 蔣孝厳 | 蔣孝厳 |        |        | 黄美倫 | 黄美倫 | 黄美倫 | 黄美倫 | 黄美倫 | 黄美倫 |        |        |        |        |        |        |  |  |
|        |        |        |        |        |        |        |        |        |        |        |        |        |        |        |        |        |        |        |        |        |        |        |        |        |        |        |        |        |        |        |        |        |        |        |        |        |        |        |        |        |        |        |        |        |        |        |        |        |        |        |        |        |        |        |        |        |        |        |        |        |        |        |        |        |        |        |        |  |  |
|        |        |        |        |        |        |        |        |        |        |        |        |        |        |        |        |        |        |        |        |        |        |        |        |        |        |        |        |        |        |        |        |        |        |        |        |        |        |        |        |        |        |        |        |        |        |        |        |        |        |        |        |        |        |        |        |        |        |        |        |        |        |        |        |        |        |        |        |  |  |
|        |        |        |        |        |        | 林姮怡 | 林姮怡 | 林姮怡 | 林姮怡 | 林姮怡 | 林姮怡 |        |        | 蔣友柏 | 蔣友柏 | 蔣友柏 | 蔣友柏 | 蔣友柏 | 蔣友柏 |        |        | 蔣友常 | 蔣友常 | 蔣友常 | 蔣友常 | 蔣友常 | 蔣友常 |        |        | 蔣友青 | 蔣友青 | 蔣友青 | 蔣友青 | 蔣友青 | 蔣友青 |        |        |        |        |        |        |        |        |        |        | 蔣蕙蘭 | 蔣蕙蘭 | 蔣蕙蘭 | 蔣蕙蘭 | 蔣蕙蘭 | 蔣蕙蘭 |        |        | 蔣蕙筠 | 蔣蕙筠 | 蔣蕙筠 | 蔣蕙筠 | 蔣蕙筠 | 蔣蕙筠 |        |        | 蔣万安 | 蔣万安 | 蔣万安 | 蔣万安 | 蔣万安 | 蔣万安 |  |  |
|        |        |        |        |        |        | 林姮怡 | 林姮怡 | 林姮怡 | 林姮怡 | 林姮怡 | 林姮怡 |        |        | 蔣友柏 | 蔣友柏 | 蔣友柏 | 蔣友柏 | 蔣友柏 | 蔣友柏 |        |        | 蔣友常 | 蔣友常 | 蔣友常 | 蔣友常 | 蔣友常 | 蔣友常 |        |        | 蔣友青 | 蔣友青 | 蔣友青 | 蔣友青 | 蔣友青 | 蔣友青 |        |        |        |        |        |        |        |        |        |        | 蔣蕙蘭 | 蔣蕙蘭 | 蔣蕙蘭 | 蔣蕙蘭 | 蔣蕙蘭 | 蔣蕙蘭 |        |        | 蔣蕙筠 | 蔣蕙筠 | 蔣蕙筠 | 蔣蕙筠 | 蔣蕙筠 | 蔣蕙筠 |        |        | 蔣万安 | 蔣万安 | 蔣万安 | 蔣万安 | 蔣万安 | 蔣万安 |  |  |

## 著書邦訳
- 蔣宋美齢 著、長沼弘毅 訳『わが愛する中華民国』時事通信社、1970年9月1日。NDLJP:12178091。

## 関連作品
- 『宋家の三姉妹』（原題：宋家皇朝、1997年、香港・日本、演：ヴィヴィアン・ウー）
- 『建国大業』（2009年、中国、演：ヴィヴィアン・ウー）

### 伝記文献
- スターリング・シーグレーブ『宋家王朝―中国の富と権力を支配した一族の物語』田畑光永訳、岩波現代文庫 上下, 2010 - 増補版
- 村田孜郎『宋美齢　近代中国指導者評論集成2』松本和久編・解題、ゆまに書房, 2016 - 復刻版
- 譚璐美『宋美齢秘録―「ドラゴン・レディ」蒋介石夫人の栄光と挫折』小学館新書, 2024 ISBN 978-4098254637